# Peace Hotel
Peace Hotel (和平饭店) er et verdenskendt hotel på The Bund i Huangpu-distriktet i Shanghai i Kina. Hotellet vender ud mod Huangpu-floden. Hotellet består af to bygninger (pr. 2008). Den nordlige er Sassoon House, der tidligere hed Cathay Hotel. Sydbygningen er det tidligere Palace Hotel. Begge vender ud mod The Bund, men er adskilt af den kendte gade Nanjing Lu, som er Shanghais travleste gade.  
Den 16. april 2008 blev det offentliggjort, at hotellet skulle lukkes for at blive renoveret. I 2009 genåbnede det som byens førende hotel under navnet Fairmont Peace Hotel Shanghai.

## Nordbygningen
Nordbygningen er den største og kaldes Sassoon House efter sir Victor Sassoon. Sassoon-familien dominerede Shanghais forretningsliv tidligt i 1900'erne. De var britiske sefardiske jøder af irakisk oprindelse og havde store forretningsinteresser i Hong Kong, Shanghai og Kolkata (tidligere Calcutta). Sassoon House var Victor Sassoons første højhus; det er tegnet af P & T Architects Limited. Det dækkede 4.617 kvadratmeter med en samlet areal på 36.317 kvm. Bygningen blev bygget fra 1926 til 1929. Bygningen er ti etager høj, delvist 13 etager høj, og havde en kælder. Totalhøjden er 77 meter. Både den udvendige og indvendige stil var i art deco. Den østlige facade vender mod The Bund, og bygningen har et ti meter højt pyramideformet tag dækket af kobber. 
Før 1949 havde bygningen to banker i gadeniveau. I 1980'erne var der lokaler for shanghaifilialen af Citibank. Resten af den første etage var butikker, med to hovedkorridorer til en oktogonal hal i midten. Anden til fjerde etage blev lejet ud til kontorer, og flere af Sassoons firmaer holdt til på femte etage. Over dette niveau var tre etager med Cathay Hotel, som var rum dekoreret med eksotiske internationale motiver. På niende etage var baren, en dansehal og en kinesisk restaurant. På den tiende etage var der en natklub og en mindre festsal. Ellevte etage var Sassoons private bolig. Inde i tagpyramiden var den store spisesal. 
Før 1949 blev Cathay Hotel anset som Shanghais mest fremtrædende hotel. Efter den kommunistiske magtovertagelse blev bygningen overtaget af regeringen. I 1956, genoptog man hotelvirksomheden under navnet Peace Hotel. Under Kulturrevolutionen var det blandt andet fra dette hotel, at Firebanden trak i sine tråde.  

## Sydbygningen
Sydbygningen blev bygget som The Palace Building'. Den var før kendt som Central Hotel. Central Hotel blev grundlagt i 1850'erne. I 1903 blev bygningen ombygget og blev til Palace Hotel. Den endte så som et seksetagers hus, og var den højeste bygning ved Nankinggaden. I 1909 blev det første møde for The World Anti-Narcotics League afholdt her. I 1911, efter Xinhai-revolutionen, boede Sun Yat-sen i dette hotel og var fortaler for revolutionen.  
Den nuværende bygning blev færdig i 1908. Bygningen har en grundoverflade på 2.125 kvm, med et samlet gulvareal i alle etager på 11.607 kvm. De seks etager er 20 meter høje. Den udvendige facade er bygget i  renæssancestil. Hotellet havde 120 gæsterum og to elevatorer, de første i byen. Under anden verdenskrig benyttede den japanske hær sig af huset. I 1947 blev det købt af et kinesisk handelshus, som holdt forretningen gående til kommunisterne konfiskerede bygningen i 1952 og anvendte den som en del af regeringen. I 1965 blev  hotelvirksomheden genoptaget som en del af Peace Hotel.

## Links
- officiel hjemmeside Arkiveret 14. november 2006 hos  Wayback Machine

31°14′28″N 121°29′06″Ø / 31.2411°N 121.4851°Ø